# 河北工程技术学院
河北工程技术学院是位於中華人民共和國河北省石家莊市橋西區紅旗大街（一條建於1982年的道路）的一所民辦本科高等學校，分南北两个校区。

## 历史
學校始建于1997年，當時名為河北安邦法律专修学院，由河北省老教授协会主办。1999年被河北省教育厅批准为高等教育学历文凭考试试点院校，2000年被河北省自学考试委员会评为河北省高等教育学历文凭考试试点先进学校。
2001年经河北省人民政府批准为民办省属普通高等专科学校並更名為石家庄法商职业学院。
2011年更名为石家庄城市职业学院。
2014年升格为普通本科院校并更名为河北工程技术学院。

## 外部連結
- 官方网站